# 圣安德烈-法里维莱尔
圣安德烈-法里维莱尔（法語：Saint-André-Farivillers）是法国瓦兹省的一个市镇，属于克莱蒙区。该市镇总面积11.35平方公里，2009年时的人口为511人。

## 人口
圣安德烈-法里维莱尔人口变化图示